# Пауки-эрезиды
Пауки-эрезиды (лат. Eresidae) — семейство аранеоморфных пауков из надсемейства Eresoidea.

## Распространение
Распространены по всему Старому Свету, наибольшее разнообразие представлено в Африке; один вид известен из Бразилии.

## Описание
Это крупные, обычно темноокрашенные, пауки. Имеют три ряда глаз: в первом — 2, во втором — 4, в третьем — 2 глаза. Задние глаза широко расставленные, передние расположены компактно. Хелицеры крупные, выступающие. Стернальный щит длинный и узкий. Ноги толстые, с немногочисленными короткими щетинками, скрытыми густыми волосками. Передние паутинные бородавки широко раздвинутые, длиннее и толще задних.
Живут или в земляных норах (Eresus), или в трубчатых паутинных сетях на растениях (Stegodyphus). Питаются, в основном, жуками, в том числе очень крупными и подвижными. Распространены, главным образом в пустынях, полупустынях и степях. Селятся зачастую большими колониями, некоторые виды являются настоящими «общественными» пауками (Stegodyphus mimosarum).

## Размножение
Самка откладывает крупный, линзовидный кокон, который сама и охраняет, периодически переворачивая его с одной стороны на другую. Молодняк зимует в норе матери, где несколько раз линяет.
Обладают уникальным для пауков материнским инстинктом — самка кормит свой выводок, изрыгая собственные разжиженные органы. После того, как ее способность разжижать внутренности исчерпывается, молодняк съедает мать.

## Таксономия
По данным Всемирного каталога пауков на 8 августа 2017 года семейство включает 98 видов, объединяемых в 9 родов. До ревизии 2010 года к числу Eresidae также относили представителей рода Penestomus (=Wajane), ныне выделенного в монотипическое семейство Penestomidae.
- Adonea Simon, 1873 — 3 вида, Средиземноморье;
- Dorceus C. L. Koch, 1846 — 5 видов, Западная и Северная Африка, Израиль;
- Dresserus Simon, 1876 — 24 вида, Восточная и Южная Африка;
- Eresus Walckenaer, 1805 — 21 вид, Европа, Северная Африка и Азия до Китая и Афганистана;
- Gandanameno Lehtinen, 1967[6] — 5 видов, Южная Африка, юг Восточной Африки;
- Loureedia Miller et al., 2012 — 3 вида, Северная Африка, Израиль, Испания[5];
  - Loureedia annulipes (Lucas, 1857)
    - = Eresus semicanus Simon, 1908
    - = Eresus jerbae El-Hennawy, 2005

  - Loureedia colleni Henriques, Miñano & Pérez-Zarcos, 2018[7]
  - Loureedia lucasi (Simon, 1873)
  - Loureedia phoenixi Zamani et Marusik, 2020 — Иран
- Paradonea Lawrence, 1968 — 5 видов, Южная Африка, юг Восточной Африки;
  - Paradonea presleyi Miller et al., 2012
- Seothyra Purcell, 1903 — 13 видов, Южная Африка, юг Центральной Африки;
- Stegodyphus Simon, 1873 — 20 видов, широко распространены в Евразии и Африке, 1 вид известен из Бразилии.